# Entkusselung

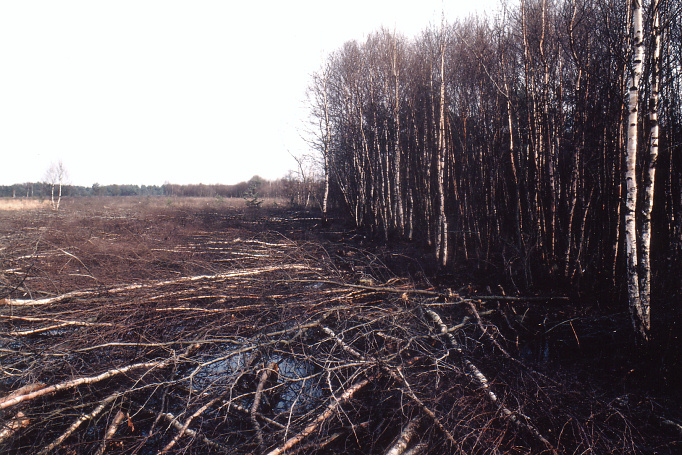
Entkusselte Birken im Altwarmbüchener Moor

Mit Entkusselung (alemannisch auch Enthurstung) oder Entkusseln wird in der Landschaftspflege die Beseitigung junger Gehölze, sogenannter Kussel, von Heideflächen, Feuchtwiesen und entwässerten Mooren bezeichnet. Dabei wird mit Spaten, Motorsensen oder Motorsägen der aufkommende Gehölzaufwuchs entfernt, der meist aus Pionierbaumarten wie Kiefer, Weide oder Birke besteht.
Das Entkusseln ist neben der gezielten Beweidung und dem kontrollierten Abbrand eine Form der Kulturlandschaftspflege zur Offenhaltung von Heiden, Mager- und Trockenrasen, Feuchtwiesen und entwässerten Moorstandorten (Moorheiden), die sich infolge der Sukzession zu Wäldern entwickeln würden. Bei dieser Art der Landschaftspflege sollen bestimmte biotoptypische Pflanzengesellschaften erhalten werden. In entwässerten Mooren soll auch der übermäßigen Verdunstung durch die Gehölze vorgebeugt werden. 
Beispielhaft wird so das Biosphärenreservat Rhön gepflegt.